# أعضاء الاتحاد الكويتي لكرة القدم
هذه المقالة مفصلة تحتوي على قائمة بأسماء أعضاء الاتحاد الكويتي لكرة القدم.

## أعضاء الاتحاد القديم (1951 - 1961)
| 1. عيسى الحمد 2. عبداللطيف أمان 3. مجرن الحمد 4. صالح شهاب 5. عبد العزيز جعفر 6. جاسم محمد الغانم 7. جميل الصالح | 1. يعقوب الحمد (رئيس) 2. خيري الدين أبو الجبين (سكرتير) 3. أحمد المهنا (أمين صندوق) 4. عيسى الحمد 5. زهير الكرمي 6. فتحي الخيري 7. عبد العزيز عفيفي (رئيس لجنة الحكام) | 1. يعقوب الحمد (رئيس) 2. خيري الدين أبو الجبين (سكرتير) 3. مهلهل المضف (أمين صندوق) 4. عيسى الحمد 5. احمد المهنا 6. زهير الكرمي 7. عبد العزيز عفيفي (رئيس لجنة الحكام) |

| 1. جاسم القطامي (رئيس) 2. عبدالعزيز الصرعاوي 3. عيسى الحمد 4. خيري الدين أبو الجبين (سكرتير) 5. يعقوب الحمد 6. احمد المهنا 7. جميل الصالح 8. علي عثمان 9. زهير الكرمي | 1. جاسم القطامي (رئيس) 2. عيسى الحمد 3. خيري الدين أبو الجبين 4. عبد العزيز الصرعاوي 5. مهلهل المضف 6. أحمد المهنا (استقال فيما بعد) | 1. جاسم القطامي (رئيس) 2. زهير الكرمي 3. عبد العزيز الصرعاوي 4. صالح شهاب 5. عيسى الحمد 6. يوسف إبراهيم الغانم 7. خيري الدين أبو الجبين (سكرتير) 8. صلاح الليثي (لجنة الحكام) 9. احمد المهنا (لجنة الحكام) 10. عبد العزيز الشوا (لجنة الحكام) 11. علي عثمان (لجنة الحكام) 12. وليد البورنو (لجنة الحكام) |

| 1. جاسم القطامي (رئيس) 2. عيسى الحمد 3. خيري الدين أبو الجبين 4. زهير الكرمي 5. عبد العزيز الصرعاوي 6. صالح شهاب (رئيس لجنة الحكام) 7. طه مدكور (سكرتير) | 1. جاسم القطامي (رئيس) 2. عيسى الحمد 3. خيري الدين أبو الجبين 4. زهير الكرمي 5. عبد العزيز الصرعاوي 6. طه مدكور (سكرتير) | 1. عيسى الحمد 2. زهير الكرمي 3. حسين مكي جمعة 4. إبراهيم البحوه 5. عبد الحميد عيسى مطر 6. صالح شهاب 7. خيري الدين أبو الجبين |

## أعضاء مجلس إدارة الاتحاد الكويتي لكرة القدم (1962-2003)
| بتاريخ 22/11/1962 1. عيسى الحمد 2. فجحان هلال المطيري 3. فيصل الفليج 4. صالح شهاب 5. حسين مكي الجمعة 6. عبد الله العوضي 7. خير الدين أبو الجبين (سكرتير) 8. وليد البورنو (سكرتير لجنة الحكام) 9. عبد الله زيد الفلاح 10. فيصل المرزوق | بتاريخ 4/11/1963 1. عيسى الحمد (رئيس) 2. صالح شهاب (سكرتير) 3. خير الدين أبو الجبين 4. عبد الله العوضي 5. فجحان هلال المطيري 6. فيصل الفليج 7. بدر النصر الله 8. منير الدقاق (سكرتير لجنة الحكام) 9. فيصل المرزوق | بتاريخ 18/3/1964 1. عيسى الحمد (رئيس) 2. فجحان هلال المطيري (نائب الرئيس) 3. صالح شهاب (سكرتير عام) 4. حسين مكي الجمعة (أمين الصندوق) 5. فيصل الفليج (عضو) 6. خير الدين أبو الجبين (عضو) 7. بدر النصر الله (عضو) 8. منير الدقاق (سكرتير لجنة الحكام) | بتاريخ 28/8/1965 1. عيسى الحمد (رئيس) 2. فجحان هلال المطيري (نائب الرئيس) 3. عبد اللطيف الفليج (أمين سر) 4. حسين مكي جمعة (أمين صندوق) 5. محمد الصانع (أمين السر المساعد) 6. خير الدين أبو الجبين (عضو) 7. خالد جار العياف (عضو) 8. عبد الله النيباري (عضو) 9. عبد الحميد راشد بوقماز (عضو) 10. عبد الوهاب العوضي (سكرتير لجنة الحكام) 11. يوسف سويدان (رئيس لجنة الحكام) |

| بتاريخ 13/8/1967 1. عيسى الحمد (رئيس) 2. حسين مكي جمعة (أمين صندوق) 3. عبد اللطيف الفليج (أمين السر) 4. محمد محمود مدوه (نائب الرئيس) 5. فيصل عيسى مطر (عضو) 6. عبد اللطيف الياقوت (عضو) 7. عبد الوهاب العوضي (عضو) 8. فيصل السعدون (عضو) 9. عبد الله السعد (عضو) 10. يوسف سويدان (رئيس لجنة الحكام) | بتاريخ 28/2/1968 1. أحمد السعدون (رئيس) 2. عبدالعزيز الرشيد (نائب الرئيس) 3. براك المرزوق (أمين السر) 4. عبد الحميد حسين (أمين الصندوق) 5. عبد العزيز المخلد (أمين السر المساعد) 6. خليفة الفليج (عضو) 7. عبد المحسن الصانع (عضو) 8. سعود عبد العزيز (عضو) 9. خميس طلق عقاب (عضو) 10. سعود الرندي (عضو) 11. عثمان العقود (عضو) 12. موسى راشد (عضو) 13. عبد الوهاب البناي (رئيس لجنة الحكام) | بتاريخ 21/5/1969 1. أحمد السعدون (رئيس) 2. عبد الحميد مطر (نائب الرئيس) 3. عبد العزيز المخلد (أمين السر) 4. عبد الحميد حسين (أمين صندوق) 5. خليفة الفليج (أمين السر المساعد) 6. خميس طلق عقاب (عضو) 7. سعود عبد العزيز الجيعان (عضو) 8. يوسف الهزاع (عضو) 9. صالح مرشد البذالي (عضو) 10. عبد الوهاب البناء (رئيس لجنة الحكام) | بتاريخ 4/3/1972 1. أحمد السعدون (رئيس) 2. د. عيدالحميد مطر (نائب الرئيس) 3. براك خالد المرزوق (أمين السر) 4. عبد الحميد حسين (أمين صندوق) 5. خليفة الفليج (أمين السر المساعد) 6. سعود عبد العزيز الجيعان (عضو) 7. يوسف هزاع (عضو) 8. صالح مرشد البذالي (عضو) 9. فيصل عيسى مطر (عضو) 10. عبد الوهاب البناي (سكرتير لجنة الحكام) |

| بتاريخ 12/3/1973 1. أحمد السعدون (رئيس) 2. عبد العزيز الرشيد (نائب الرئيس) 3. براك المرزوق (أمين السر العام) 4. مشاري العنجري (أمين السر المساعد) 5. عبد الحميد حسين (أمين الصندوق) 6. يوسف الرومي (عضو) 7. المقدم/ عبد العزيز المخلد (عضو) 8. الشيخ حمد صباح الأحمد (عضو) 9. علي ثنيان الغانم (عضو) 10. عبد الوهاب البناي (سكرتير لجنة التحكيم) 11. جبر الجلاهمه (بدل عبد الوهاب البناي بتاريخ 14/10/1974) | بتاريخ 12/1/1975 1. أحمد السعدون (رئيس) 2. عبد العزيز الرشيد (نائب الرئيس) 3. براك خالد المرزوق (أمين السر العام) 4. عبد الحميد حسين (أمين الصندوق) 5. مشاري العنجري (أمين السر المساعد) 6. النقيب / محمد الخطيب (عضو) 7. عبد العزيز المخلد (عضو) 8. علي ثنيان الغانم (عضو) 9. يوسف الرومي (عضو) 10. جبر الجلاهمه (سكرتير لجنة الحكام) | بتاريخ 4/2/1976 1. أحمد السعدون (رئيس) 2. عبد العزيز الرشيد (نائب الرئيس) 3. براك خالد المرزوق (أمين السر العام) 4. عبد الحميد حسين (أمين الصندوق) 5. مشاري العنجري (أمين السر المساعد) 6. علي ثنيان الغانم (عضو) 7. المقدم / عبد العزيز المخلد (عضو) 8. خليفة الفليج (عضو) 9. محمد الخطيب (عضو) 10. جبر الجلاهمه (سكرتير لجنة الحكام) | بتاريخ 27/1/1976 1. الشيخ سلمان الحمود الصباح (رئيس) 2. الشيخ أحمد الحمود الصباح (نائب الرئيس) 3. أحمد مبارك الودعاني (أمين السر العام) 4. يعقوب الصقر (أمين الصندوق) 5. المقدم، زيد الفلاح (أمين سر مساعد) 6. أحمد جعفر (عضو) 7. سعود العصيمي (عضو) 8. فهد الدولية (عضو) 9. يوسف الرومي (عضو) 10. جبر الجلاهمه (سكرتير لجنة الحكام) |

| 1. الشيخ فهد الاحمد الصباح (رئيس) 2. الشيخ أحمد الحمود الصباح (نائب الرئيس) 3. أحمد مبارك الودعاني (أمين السر العام) 4. يعقوب الصقر (أمين الصندوق) 5. محمد جاسم (أمين السر المساعد) 6. سعود العصيمي (عضو) 7. ضاري العثمان (عضو) 8. جاسم المحري (عضو) 9. فهد الدويلة (عضو) 10. جبر الجلاهمه (أمين سر اللجنة الفنية) 11. عبد الرحمن البكر (بدل جبر الجلاهمه بتاريخ 18/2/1978) | 1. الشيخ فهد الاحمد الصباح (رئيس) 2. الشيخ أحمد الحمود الصباح (نائب الرئيس) 3. أحمد مبارك الودعاني (أمين السر العام) 4. يعقوب الصقر (أمين الصندوق) 5. محمد جاسم (أمين السر المساعد) 6. ضاري العثمان (عضو) 7. جاسم المحري (عضو) 8. فهد الدويلة (عضو) 9. يوسف الشملان (عضو) 10. عبد الرحمن البكر (أمين سر اللجنة الفنية) | بتاريخ 9/2/1980 1. الشيخ فهد الاحمد الصباح (رئيس) 2. الشيخ أحمد الحمود الصباح (نائب الرئيس) 3. محمد جاسم محمد صالح (أمين السر العام) 4. هادي جواد النصار (أمين الصندوق) 5. محمد هايف الحجرف (أمين السر المساعد) 6. حمد الهرشاني (عضو) 7. عبد العزيز جالي (عضو) 8. فهد عبد الرحمن (عضو) 9. يوسف الشملان (عضو) 10. عبد الرحمن البكر (أمين سر اللجنة التنفيذية) |  |

| بتاريخ 13/1/1981 1. الشيخ فهد الاحمد الصباح (رئيس) 2. الشيخ أحمد الحمود الصباح (نائب الرئيس) 3. محمد جاسم محمد صالح (أمين السر العام) 4. عبد العزيز جالي الجريد (أمين الصدوق) 5. محمد هايف الحجرف (أمين السر المساعد) 6. الشيخ نايف الجابر الصباح (عضو) 7. أحمد مبارك الودعاني (عضو) 8. أحمد الهرشاني (عضو) 9. فهد عبد الرحمن (عضو) 10. عبد الرحمن البكر (أمين سر اللجنة الفنية) | 1. عبد العزيز المخلد (رئيس) 2. راشد سيف الحجيلان (نائب الرئيس) 3. خالد الحربان (أمين السر العام) 4. محمد إبراهيم الفرحان (أمين الصندوق) 5. يوسف عبد العزيز البدر (عضو) 6. عماد عبد العزيز الغربللي (عضو) 7. جاسم السبتي (عضو) 8. فهد الشنفا (عضو) 9. يوسف السويدان (أمين سر اللجنة الفنية) | 1. الشيخ فهد الاحمد الصباح (رئيس) 2. طلال خالد الأحمد الصباح (نائب الرئيس) 3. محمد عثمان طالب الفيلكاوي (أمين السر العام) 4. الشيخ أحمد اليوسف الصباح (أمين الصندوق) 5. عبد الحميد محمد حسين (أمين السر المساعد) 6. الشيخ أحمد نواف الأحمد الصباح (أمين الصندوق المساعد) 7. يعقوب يوسف الحمدان (عضو) 8. جديع مزيد الدعمي (عضو) 9. أسد حاجي تقي (عضو) 10. رشيد خالد النزال (عضو) 11. عياد سالم العياد (عضو) 12. عبد الرحمن عبد السلام البكر |  |

| 1. الشيخ أحمد الفهد الأحمد الصباح (رئيس) 2. طلال خالد الاحمد الصباح (نائب الرئيس) 3. محمد عثمان محمد طالب (أمين السر العام) 4. الشيخ أحمد يوسف السعود الصباح (أمين الصندوق) 5. عبد الحميد محمد حسين (أمين السر المساعد) 6. أسد حاجي تقي (عضو) 7. دهام فرحان الشمري (عضو) 8. جديع مزيد الدعمي (عضو) 9. عبد الله يوسف معيوف (عضو) 10. عبيد مطلق البغلي (عضو) 11. محمد فليطح الشمري 12. عبد الرحمن عبد السلام البكر (عضو) لقد استقال الشيخ طلال الأحمد الصباح والسيد عبد الله يوسف معيوف وحل بدلاً منهما السيد جاسم يعقوب البصارة والسيد خالد مجول العجمي | 1. الشيخ أحمد الفهد الأحمد الصباح (رئيس) 2. الشيخ أحمد يوسف السعود الصباح (نائب الرئيس) 3. محمد عثمان الفيلكاوي (أمين السر العام) 4. دهام فرحان الشمري (أمين الصندوق) 5. عبد الحميد محمد حسين (أمين السر المساعد) 6. أسد حاجي تقي (عضو) 7. جاسم يعقوب البصارة (عضو) 8. خالد مجول العجمي (عضو) 9. جديع مزيد الدعمي (عضو) 10. عبيد مطلق البغلي (عضو) 11. محمد فليح الشمري (عضو) 12. عبد الرحمن عبد السلام البكر (أمين سر لجنة الحكام) | 1. الشيخ أحمد الفهد الأحمد الصباح (رئيس) 2. الشيخ أحمد يوسف السعود الصباح (نائب الرئيس) 3. محمد عثمان الفيلكاوي (أمين السر العام) 4. دهام فرحان الشمري (أمين الصندوق) 5. اسد حاجي تقي (أمين السر المساعد) 6. هايف حسين المطيري (أمين الصندوق المساعد) 7. د. أحمد عبد الرحمن السرهيد (عضو) 8. عبد الرحمن عبد السلام البكر (عضو) 9. فيصل خالد بو حمد (عضو) 10. سعود عبد المحسن مشلش العجمي (عضو) 11. سعد حضيري الهملان (عضو) 12. رشيد حمود النزال (عضو) 13. خليل البلام (عضو) | 1. الشيخ أحمد الفهد الأحمد الصباح (رئيس) 2. الشيخ أحمد يوسف السعود الصباح (نائب الرئيس) 3. محمد عثمان الفيلكاوي (أمين السر العام) 4. دهام فرحان الشمري (أمين الصندوق) 5. أسد حاجي تقي (عضو) 6. هايف حسين المطيري (عضو) 7. عياد سالم (عضو) 8. خليل البلام (عضو) 9. مبارك النزال (عضو) 10. فيصل خالد بو حمد (عضو) 11. سعود عبد المحسن مشلش العجمي (عضو) 12. سعد حضيري الهملان (عضو) 13. عبد الرحمن عبد السلام البكر (رئيس لجنة الحكام) |